# Sonnensee (Ritzing)
Der Sonnensee ist ein kleiner Stausee in Ritzing im Burgenland.

## Lage
Der See befindet sich am Südhang des Ödenburger Gebirges und entstand durch Stauung des Kuchelbaches. Er ist von Ritzing über eine gut ausgebaute Straße, die in der Folge über das Ödenburger Gebirge nach Brennberg führt, erreichbar.

## Nutzung
Heute besteht am Sonnensee eine rund 42.000 m² große Freizeitanlage und das Gewässer wird als Badesee genutzt.